# Mount Gimber
Mount Gimber är ett berg i Antarktis. Det ligger i Västantarktis. Inget land gör anspråk på området. Toppen på Mount Gimber är 339 meter över havet.
Terrängen runt Mount Gimber är kuperad åt nordost, men åt sydväst är den platt. Havet är nära Mount Gimber åt nordväst. Trakten är obefolkad. Det finns inga samhällen i närheten.